# 城关镇 (获嘉县)
城关镇，是中华人民共和国河南省新乡市获嘉县下辖的一个乡镇级行政单位。

## 行政区划
城关镇下辖以下地区：
大西关社区、四街村、东关村、南关村、小西关村、宋庄村、东城后村、西城后村、二街村、大洛纣村和小洛纣村。